# Pont Paul-Bocuse
Le Pont Paul Bocuse est un pont routier franchissant la Saône à Collonges-au-Mont-d'Or.

## Présentation
Anciennement nommé « Pont de Collonges », il a été rebaptisé en 2011 par le Conseil général du Rhône à la demande de la mairie pour rendre hommage à Paul Bocuse,.